# Воронцов, Алексей Ростиславович
Алексе́й Ростисла́вович Воронцо́в (род. 17 февраля 1951) — советский и российский архитектор и реставратор, профессор МАРХИ. Бывший начальник Главного управления архитектуры и градостроительства Московской области. Заслуженный архитектор России (2019).

## Биография
А. Р. Воронцов родился 17 февраля 1951 года.
В 1968 году поступил в Московский архитектурный институт.
В 1974 году, после окончания учёбы, А. Р. Воронцов был принят на работу в Научно-исследовательский проектный институт Генерального плана г. Москвы.
С 1976 г. работал в Московском научно-исследовательском и проектном институте объектов культуры, отдыха, спорта и здравоохранения. Здесь в составе авторского коллектива проектировал Олимпийский велотрек в Крылатском. За проект велотрека был удостоен премии Международного союза архитекторов.
С 1980 года работал в управлении Моспроект-2, став автором проекта расширения и реконструкции Павелецкого вокзала на Ленинской площади.
В 1982 г. был принят в члены Союза архитекторов СССР.
С 1985—1988 гг. работал инструктором отдела строительства и стройматериалов МГК КПСС, курировал разработку проекта нового Генерального плана развития и реконструкции г. Москвы на период 1990—2010 гг., проекта детальной планировки центра столицы, программы сохранения и реставрации памятников истории и культуры г. Москвы «Архитектурное наследие».
В 1989 г. принял участие в создании Совместного советско-польского проектного предприятия «Мосбудпроект», где работал главным архитектором СП по 1992 год.
В 1992 г. Воронцовым совместно с архитекторами Андреевым П. Ю. и Бирюковым Н. Ю. была создана архитектурная мастерская «Группа АБВ», где он работал генеральным директором до 1996 года.
С 1994 г. — советник Российской Академии архитектуры и строительных наук. С 1999 г. — академик Московского отделения Международной Академии Архитектуры.
С 1996 по 2002 гг. Воронцов работал заместителем Председателя Москомархитектуры, начальником главного архитектурно-планировочного управления г. Москвы. В этот период под его руководством были созданы: Центр визуально-ландшафтного анализа и градостроительного регулирования, система Государственного Градостроительного Кадастра, методика и система межевания городских земель, система разработки и контроля качества исходно-разрешительной документации на все виды проектирования и строительства в г. Москве «ИРД-контроль».
С 2002 г. он возглавил коллектив ООО «Бюро архитектора Воронцова». С 2004 по 2008 годы являлся вице-президентом Союза архитекторов России. С 2008 года занимает должность профессора Московского архитектурного института.
С 2008 г. — профессор Московского архитектурного института. Избран Председателем Правления некоммерческого партнерства «Гильдия архитекторов и проектировщиков»(СРО).
В 2009 г. избран профессором Международной Академии Архитектуры, а также Президентом Национального объединения проектировщиков.
В 2012 г. избран Вице-президентом Союза архитекторов России (САР);
В 2013 г. избран Членом Архитектурного Совета г. Москвы.

## Постройки

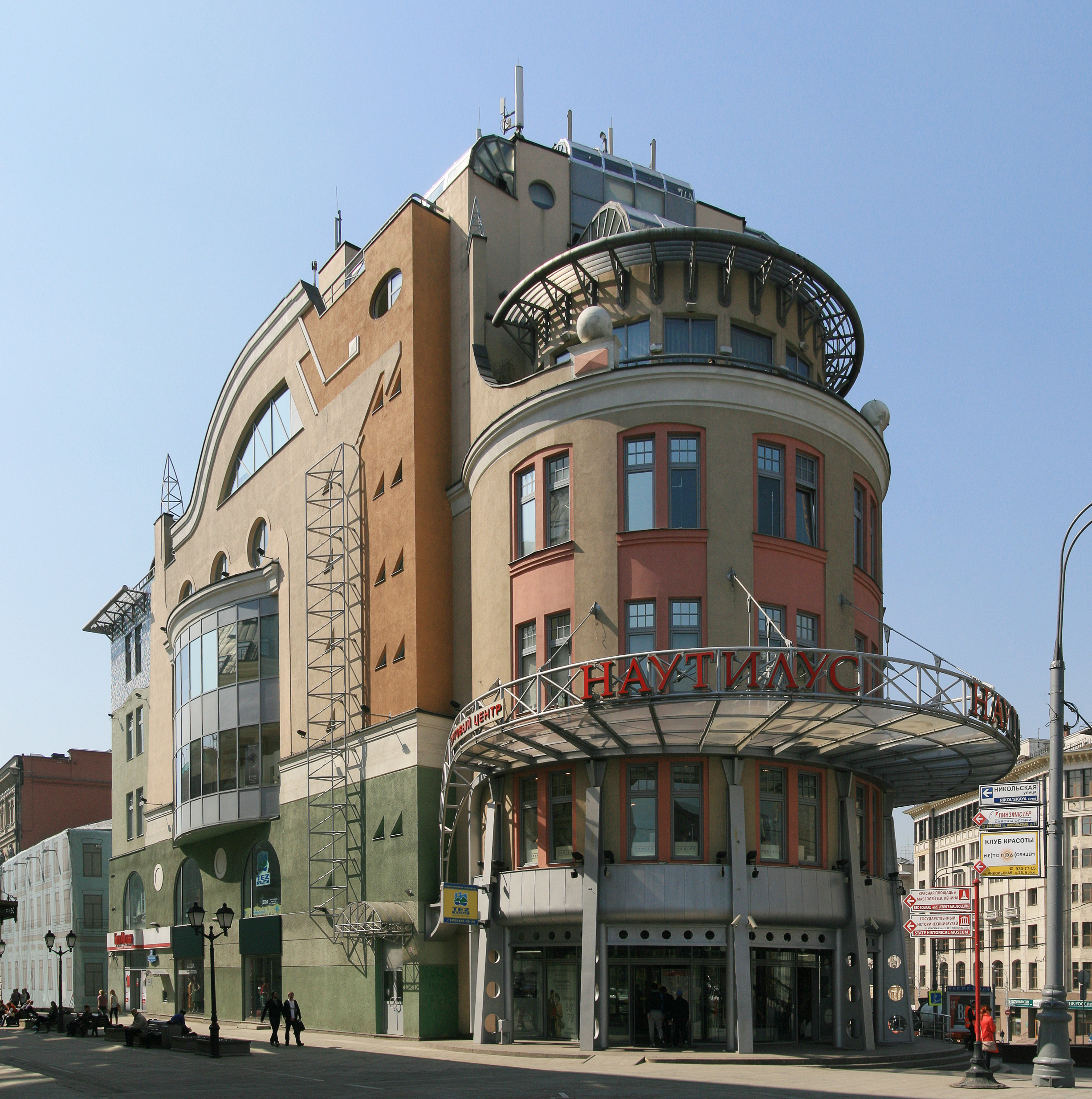
Торговый центр «Наутилус». Один из наиболее упоминаемых примеров лужковского стиля, который СМИ регулярно включают в рейтинги самых уродливых зданий Москвы

- апартаментный комплекс в Малом Козихинском переулке;[2]
- эксклюзивный жилой дом в Гранатном переулке;
- высотный многофункциональный комплекс с подземной автостоянкой на Ленинградском проспекте;
- высотный многофункциональный комплекс на проспекте Академика Сахарова (ул. Маши Порываевой);
- Реставрация и реконструкция комплекса зданий памятника архитектуры «Бахметьевский автобусный гараж» по проекту архитектора К. С. Мельникова, и инженера В. Г. Шухова (1926—1929 гг.) со строительством Учебно-воспитательного и спортивно-досугового комплекса Еврейской Марьинорощинской Общины по улице Образцова;[3]
- комплекс Странноприимного дома (Дом паломника) на Месте крещения Иисуса Христа на реке Иордан (Иорданское Хашимитское Королевство);
- Культурно-деловой центр Республики Северная Осетия-Алания, вл.31 и паркинг во вл.29;
- Православный Храм в честь Казанской Иконы Божией Матери в городе Гавана (Куба);
- административное здание в Яковоапостольском переулке;
- административное здание по улице Гиляровского;
- административное здание в Орловском переулке;
- офисный центр на улице Ефремова;
- офисное здание на Пятницкой улице;
- деловой многофункциональный комплекс на улице Кузнецкий мост;
- выставочно-деловой центр «АРТ-МИФ» в Газетном переулке;
- многофункциональный комплекс по улице Большой Екатерининской;
- банковский комплекс ГУ ЦБ РФ по г. Москве в Лубочном переулке;
- торговый центр «Наутилус» на пересечении Лубянской площади и Театрального проезда;
- проект расширения здания Павелецкого вокзала;
- жилые дома и офисное здание в Последнем переулке на Сретенке;
- офисное здание «Внешагробанка» в Гагаринском переулке.

## Награды
Начиная с 1994 г. Воронцов неоднократно награждался правительством г. Москвы дипломами лауреата конкурсов на лучшую реконструкцию, реставрацию и строительство зданий в историческом центре г. Москвы. Воронцов получал награды московских, российских и международных профессиональных архитектурных смотров и конкурсов:
- в 1982 г.- Диплом лауреата Международного союза архитекторов на всемирном Биеннале в Софии;
- в 1998 г.и в 2001 г.- Диплом лауреата конкурсов Союза московских архитекторов «Золотое сечение»;
- в 2004 г.- Диплом лауреата московского смотра на лучшее произведение архитектуры 2003—2004 г. Союза московских архитекторов;
- в 2004 г.- Диплом I степени XII Международного смотра-конкурса на лучшую постройку Международной Ассоциации Союзов Архитекторов;
- в 2007 г.- Дипломы XV Международного фестиваля «Зодчество» в разделах «Постройки» и «Проекты» смотра-конкурса "Архитектурные произведения 2005—2007 г. Союза архитекторов России;
- в 2007 г.- Вторая премия за проект «Универсальный жилой модуль» в рамках проекта «Российский Дом будущего»;
- в 2009 г.- Диплом лауреата XII Всемирного архитектурного Триеннале «INTERARCH-2009» в Барселоне;
- в 2010 г.- Диплом лауреата архитектурной премии журнала «DOMUS» — «АРХИП 2010»;
- в 2008 г. награждён Орденом русской православной Церкви Преподобного Сергия Радонежского III степени за строительство храма в честь иконы Казанской Божией Матери в г. Гаване (Куба);
- в 2011 г. награждён медалью «За высокое зодческое мастерство» им. В. И. Баженова Союза архитекторов России;
- в 2012 г. награждён Почётной Грамотой Президента РФ «За активное участие в строительстве Странноприимного дома на реке Иордан» (Иорданское Хашимитское Королевство) и Культурно-православного центра в городе Иерихоне (Палестина).

## Критика
- Постройки архитектора называют в числе образцов так называемого «лужковского стиля» в архитектуре Москвы[4].
- По проекту Воронцова были снесены здания Тверского подворья (ул. Кузнецкий Мост, 17), включенного в список памятников истории и культуры, а на их месте построен новый офисный центр. Мэр Москвы Ю. М. Лужков признал участников «научной реставрации» палат Тверского подворья победителями конкурса на лучшую реставрацию[5].
- Воронцов является автором проекта гостиницы в Малом Козихинском переулке, возводимой Студией Никиты Михалкова «ТриТэ»[6]. Гостиница возводится несмотря на протесты архитектурной общественности и местных жителей[7].